# یخسار جنوبگان خاوری
یخسار جنوبگان خاوری (انگلیسی: East Antarctic Ice Sheet) یکی از دو یخسار بزرگ در جنوبگان و بزرگ‌ترین یخسار در تمام سیاره زمین است که در امتداد طول جغرافیایی میان نصف‌النهار ۴۵ درجه غربی و ۱۶۸ درجه شرقی گسترده شده‌است.
مساحت و توده یخ این یخسار از یخسار باختری جنوبگان بزرگ‌تر است و توسط کوه‌های میان‌جنوبگان از آن جدا می‌شود. این یخسار بر خلاف یخسار باختری که عمدتاً بر روی بستر سنگی زیر دریا گسترده شده، بر روی خشکی قرار دارد. ضخیم‌ترین یخ‌های قاره جنوبگان در با ستبرای ۴۸۰۰ متر در یخسار خاوری جنوبگان وجود دارد با این حال این یخسار بیشتر به دلیل قرار داشتن قطب جنوب در آن مشهور است.